# Émile Dubois
Louis-Amédée Brihier Lacroix, también conocido por sus alias Émile Dubois, Emilio Dubois, Émile Murraley o Emilio Morales (Étaples, Paso de Calais, 30 de marzo de 1867-Valparaíso, 26 de marzo de 1907), fue un ladrón y asesino en serie francés radicado en Chile. Sus finos modales, vocabulario y comportamiento como distinguido hombre de alta sociedad no despertaba sospechas ni entre sus víctimas ni en la policía. En sus crímenes no usaba armas de fuego, sino laque y cuchillo. Según su propia confesión no mataba mujeres ni chilenos, sino extranjeros prestamistas y corruptos, los que le transformó en una especie de «Robin Hood», entre las clases populares. Su cenotafio se ha transformado en una animita milagrera en el Cementerio de Valparaíso.

## Biografía
Hijo de Joseph Brihier y de Marie Lacroix, fue un ladrón y asesino en serie
Tras pasar dificultades judiciales en Francia por asesinar al mayordomo de la mina donde trabajaba, emigró a Bélgica. Tras volver a tener problemas judiciales, ya usando el seudónimo Emilio Dubois partió a probar suerte en América del Sur y Central.
En la ciudad de Boyacá (Colombia) conoció y sedujo a Úrsula Morales, una joven de quince años que abandonó a su familia y pueblo para seguirlo. Se sabe que, desempeñando los más variados oficios, vivió en distintos puntos de Colombia, Venezuela, Panamá, Ecuador, Perú, Bolivia y Chile. 
En Bolivia se vio involucrado en un crimen de un ingeniero de minas apellidado Neira, que contaba con una fuerte suma de dinero. Logró tenderle una trampa, emborracharlo y asesinarlo junto a su esposa y una amiga. Sin embargo, aunque logró huir, su esposa fue apresada y finalmente liberada por falta de pruebas. Tras su liberación su esposa viajó a reencontrarse con Dubois en Chile. 
Tras llegar a Chile, Dubois mandó a imprimir tarjetas de presentación con el falso título de ingeniero en minas, si bien posiblemente tenía algún conocimiento que habría obtenido cuando en Francia trabajó como obrero en las minas de Courrières. Como no consiguió trabajo, buscó financiarse mediante el uso de vestimenta muy elegante para relacionarse con gente de buena posición económica y sacarles dinero mediante préstamos y probablemente hurtos. Tenía finos modales y un gran carisma lo que le permitió aparentar pertenecer a la clase alta.
En Chile nació su hijo, que fue inscrito en el Registro Civil de Iquique, en enero de 1903, bajo el nombre de Luis Dubois.
Se hizo famoso en Chile a comienzos del siglo XX al ser acusado y posteriormente condenado por matar, entre 1905 y 1906, a cuatro europeos que eran connotados hombres de sociedad. Ellos fueron: Ernesto Lafontaine, comerciante francés y primer alcalde de Providencia —entre 1897 y 1900—; Gustavo Titius, empresario alemán; Isidoro Challe, comerciante francés; y Reinaldo Tillmanns, comerciante alemán.
Según los cronistas de la época, las víctimas de Dubois eran usureros, judíos y banqueros, por lo que el pueblo lo tildó en una especie de «Robin Hood chileno», considerando los asesinatos como actos de justicia del proletariado contra la burguesía.. El nivel sociopolítico de las víctimas significó que el caso desde mucho antes de la captura de Dubois, tuviera profundas connotaciones en la prensa de la época. Luego de su captura, su juicio fue seguido por muchos periodistas. Se puede considerar como el primer caso mediático de la historia de Chile.[cita requerida]

### El asesinato de Ernesto Lafontaine

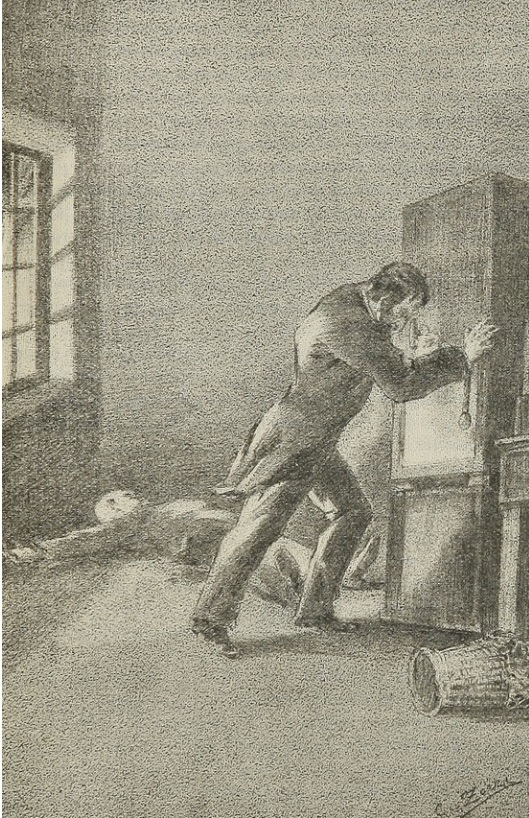
Crimen de Lafontaine

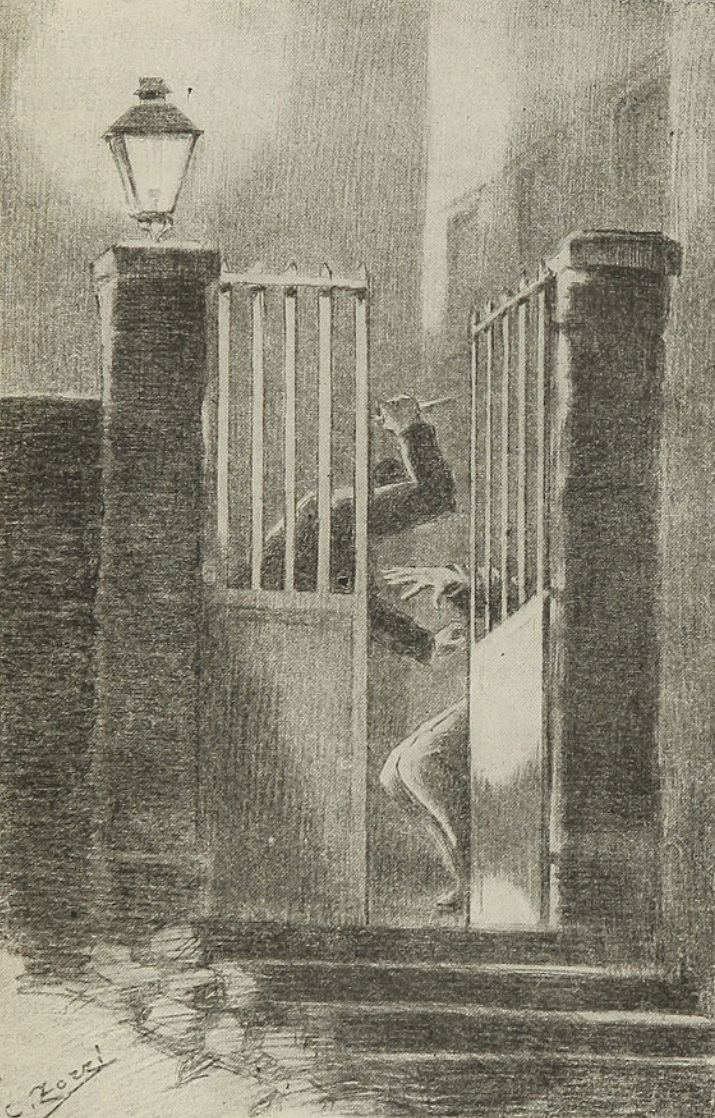
Crimen de Challe

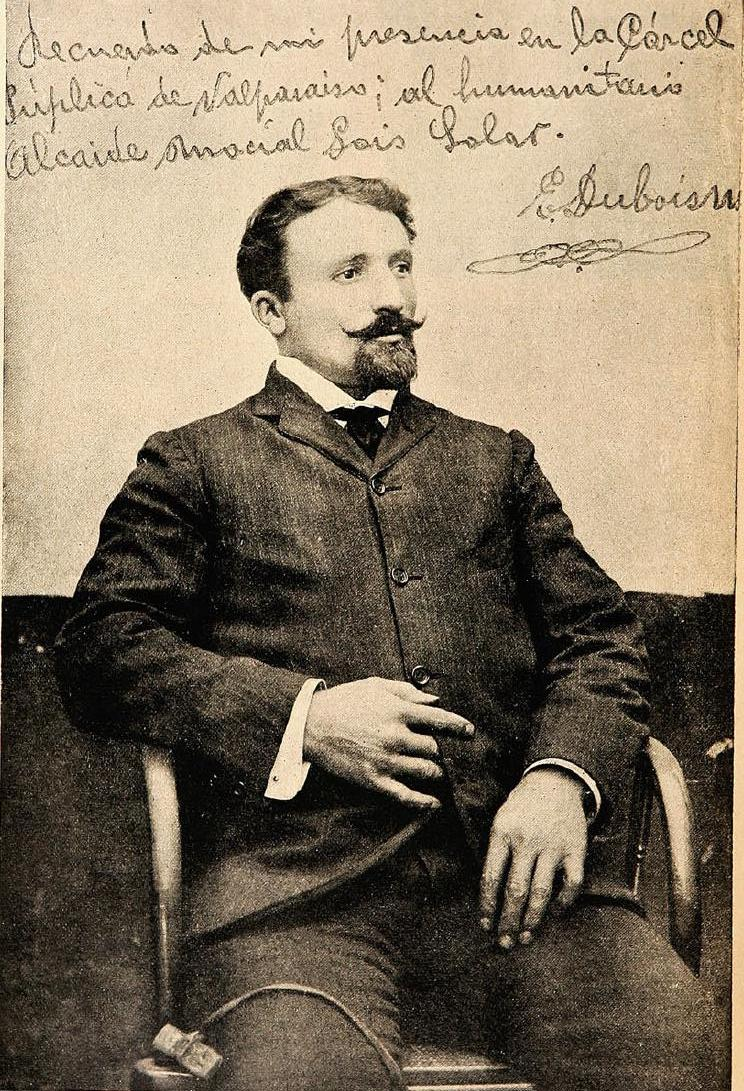
Fotografía autografiada por Émile Dubois.

El primer asesinato de Dubois registrado en Chile ocurrió el 7 de marzo de 1905 en Santiago. El cuerpo de Ernesto Lafontaine fue encontrado por Román Díaz, regidor y amigo personal de la víctima, en el escritorio en la oficina que Lafontaine tenía en la calle Huérfanos. Su cuerpo se encontraba mutilado a golpes. Entre otras pertenencias, desapareció un reloj de oro, las llaves de la caja fuerte y dinero en efectivo. Si bien Dubois es detenido por la policía logra engañarlos y dados sus modales y pretendida alta posición social, es liberado. Sin embargo, finalmente, el reloj de oro, sustraido a Lafontaine, le será hallado en el allanamiento de su casa y se transformara un elemento de prueba fundamental, para establecer la culpabilidad de Dubois durante el juicio en su contra, llevado a cabo en Valparaíso.

### Los asesinatos en Valparaíso
Finalmente, los hechos que lo hicieron célebre tuvieron lugar en la ciudad de Valparaíso. Tras realizar un estudio y seguimientos de diferentes personas adineradas del puerto, eligió a un comerciante de origen británico llamado Reinaldo Tillmanns. El 4 de septiembre de 1905 lo atacará, clavándole un puñal en el pecho. Sin embargo al acceder a  la caja fuerte no encontró dinero porque ya había sido retirado.
El 4 de octubre de 1905 el siguiente elegido será el empresario prestamista alemán Gustavo Titius, a quien primero le propuso realizar negocios. Esta vez primero se aseguró que Titius portaría una gran suma de dinero, luego le esperó escondido en su oficina y lo atacó, llevándose esta vez un buen botín. La leyenda  dice que Dubois incluso asistió al funeral de la víctima, incluso le dio el pésame a su familia. 
El siguiente homicidio fue 4 de abril de 1906. Lo perpetró contra el comerciante francés Isidoro Challe, de 63 años, quien se habría negado a prestarle dinero y además le habría humillado de modo que este crimen tiene más bien como movil la venganza. Durante la noche, Dubois esperó a Challe en un sector oscuro del pasaje Ludford, afuera de la residencia del comerciante y le asesinó de 6 puñaladas al llegar este a su casa.  
Cuando intentó asesinar al dentista inglés Charles Davies el 2 de junio, poco antes del terremoto de 1906, falló en su cometido ya que la víctima logra sobrevivir y a pesar de ser herido logra alertar a vecinos y policías. Tras una larga persecución fue capturado y sometido a juicio, siendo ejecutado por un pelotón de cuatro fusileros el 26 de marzo de 1907.

### Juicio y ejecución

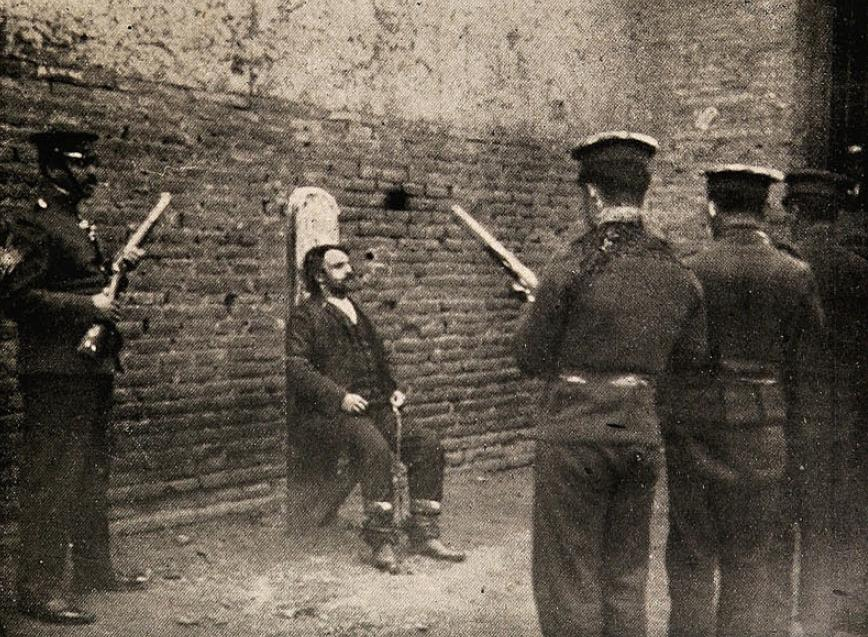
Emile Dubois durante su ejecución dijo: «ejecutadme y apuntad bien al corazón».

El juicio se prolongó y aconteció el terremoto de Valparaíso, que dejó gran parte de la ciudad destruida, y entre los edificios, parte de la cárcel. Según la leyenda los presos intentaron rescatarlo para huir, sin embargo Dubois se habría negado porque se consideraba inocente y que tendría una sentencia favorable.
El último día antes de su muerte contrajo matrimonio con su mujer, Úrsula Morales de nacionalidad colombiana y reconoció al hijo gestado por ella: Luis Dubois Morales, nacido el 9 de enero de 1903 en Iquique.
El día de su ejecución, había mucha expectación entre el público y la prensa. Frente al pelotón Dubois aprovechó de dar un discurso defendiendo su inocencia:

Se necesitaba de un hombre que respondiese a los crímenes que se cometieron y ese hombre he sido yo. Muero, pues, inocente, no por haber cometido yo esos crímenes sino porque esos crímenes se cometieron.

Durante el proceso de su ejecución en el momento que se leía la orden, con pasmosa tranquilidad y sangre fría le pidió al juez que "abrevie y llegue al final" y luego no sólo reclamó por ser amarrado sino que, además, se negó a ser vendado. Luego  solicitó a los fusileros que apunten bien al corazón y personalmente les dio la orden de ejecutar.

## Biografías
Existen al menos dos biografías de Émile Dubois, ambas publicadas en 1907, año de su fusilamiento; sin embargo la inverosimilitud de los hechos narrados, la total discordancia entre ambas y el anonimato de los autores (en el caso del primero se trata de un alias y en el segundo los autores afirman transcribir un manuscrito que les llega anónimamente) es presumible que sean ambas apócrifas. Estas biografías son las siguientes:
- Émile Dubois. Relación verídica de sus crímenes y aventuras de Inocencio del Campo, Imprenta y Litografía Universo, 1907
- La verdadera historia de Dubois: las memorias del célebre criminal: su vida en Francia, Inglaterra, Venezuela, Perú, Bolivia y Chile: sus compañeras Ursula y Elcira por E. Tagle M. y C. Morales F.

## Referencias culturales

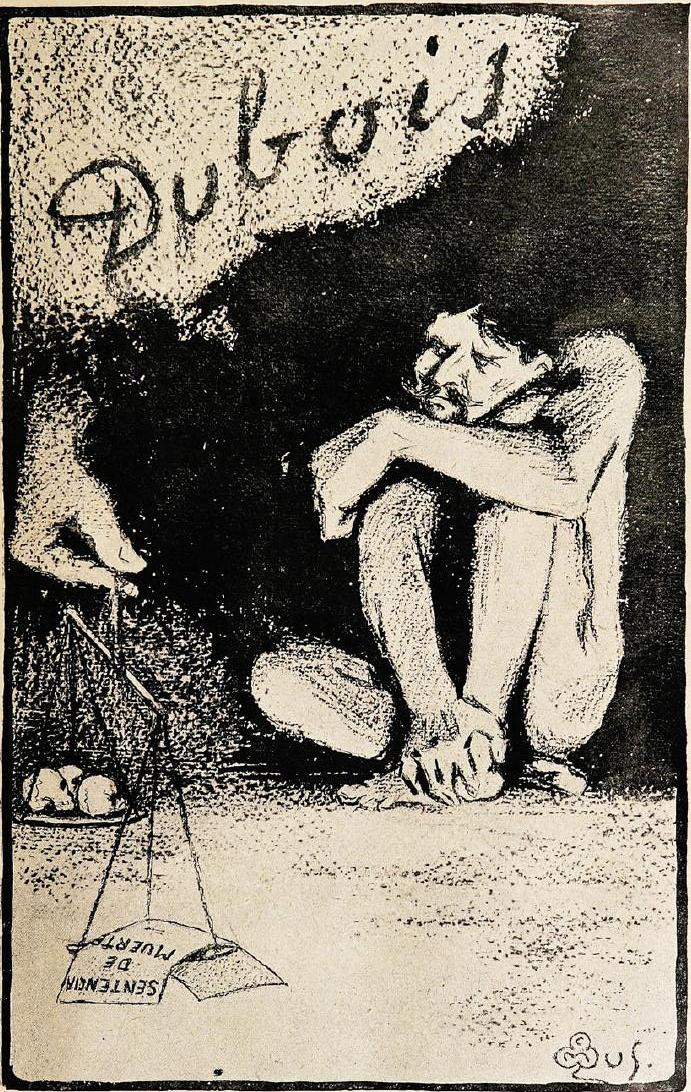
Caricatura de Émile Dubois, 1907.

## Tumba

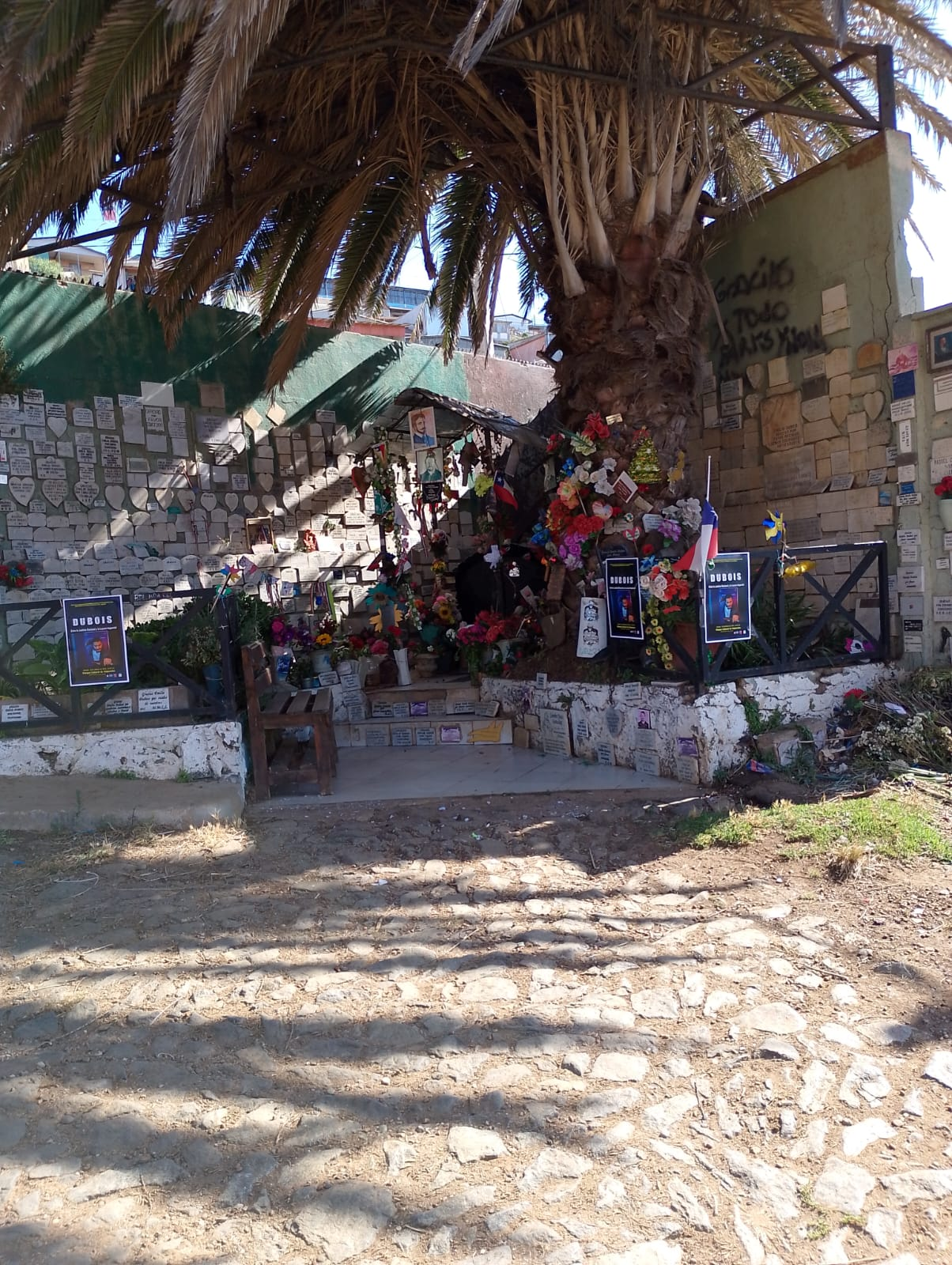
Tumba de Émile Dubois, llena de placas de agradecimientos por favores recibidos